# Ruski imperializem
Ruski imperializem vključuje politiko in ideologijo moči, ki jo izvaja Rusija oz. tudi njene predhodne iteracije, nad drugimi državami in zunanjimi ozemlji. To vključuje osvajanja Ruskega imperija, imperialna dejanja Sovjetske zveze (Rusija velja za njeno državo naslednico) in tudi dejanja sodobne Ruske federacije. Nekateri postkolonialni učenjaki opozarjajo na pomanjkanje pozornosti namenjene ruskemu in sovjetskemu imperializmu.

## Pogledi na ruski imperializem
Montesquieu je zapisal, da »Moskovčani ne morejo zapustiti imperija« in da so »vsi sužnji«.  Jean-Jacques Rousseau je trdil, da Poljska ni svobodna zaradi ruskega imperializma. :Leta 1836 je Nikolaj Gogolj rekel, da je Sankt Peterburg »nekaj podobnega evropski koloniji v Ameriki«, pri čemer je pripomnil, da je tujcev toliko kot ljudi domače narodnosti. Po mnenju Alekseja Homjakova je bila ruska elita »kolonija eklektičnih Evropejcev, vrženih v državo divjakov« s »kolonialnim odnosom« med obema. Podoben kolonialni vidik je prepoznal Konstantin Kavelin.
Za ruski imperializem so nekateri trdili, da se razlikuje od drugih evropskih kolonialnih imperijev, ker je bil ruski imperij povezan po kopnem in ne čez morje, kar je pomenilo, da je bilo upore lažje zadušiti, pri čemer so bile nekatere dežele ponovno zavzete kmalu po izgubi.  Kopenska osnova cesarstva je veljala tudi za dejavnik, zaradi katerega je zaradi težje komunikacije in transporta po kopnem bilo bolj razdeljeno od morskih.
Ruski imperializem je bil povezan z delovno intenzivnim in nizko produktivnim gospodarskim sistemom, ki je temeljil na tlačanstvu in despotski vladavini, ki je zahtevala nenehno povečevanje količine obdelovalne zemlje, da bi legitimizirala vladavino in zagotovila zadovoljstvo podložnikom. Politični sistem pa je bil odvisen od zemlje kot vira za nagrajevanje uradnikov. Politična elita je zato namerno širila ozemlja.

### Notranja kolonizacija
Po besedah Vasilija Ključevskega ima Rusija »zgodovino države, ki se kolonizira«. Vladimir Lenin je nerazvita ozemlja Rusije videl kot notranji kolonializem. Ta koncept je v kontekstu Rusije prvič uvedel August von Haxthausen leta 1843. Sergej Solovjov je trdil, da je to zato, ker Rusija »ni bila kolonija, ki bi bila od metropolitanske dežele ločena z oceani«. Za Afanasija Ščapova je ta proces vodil predvsem ekološki imperializem, pri čemer sta trgovina s krznom in ribolov spodbujala osvajanje Sibirije in Aljaske. Drugi privrženci Ključevskega so identificirali oblike kolonizacije, ki jih je med drugim poganjala vojaška ali samostanska ekspanzija. Pavel Miljukov je opozoril na silovitost tega samokolonizirajočega procesa. Mark Bassin je pozneje opazil podobnost med ruskim samokolonializmom in ameriškim osvajanjem divjega zahoda.

## Ideologije ruskega imperializma
Teritorialna širitev cesarstva je avtokratskim vladarjem Rusije dala dodatno legitimnost, podjarjenemu prebivalstvu pa vir nacionalnega ponosa. Legitimacija imperija je bila pozneje izvedena prek različnih ideologij. Po padcu Konstantinopla je Moskva sama sebe poimenovala »tretji Rim«. V panegiričnem pismu velikemu knezu Vasiliju III., iz leta 1510, je ruski menih Filotej (Filofej) iz Pskova razglasil: »Dva Rima sta padla. Tretji stoji. In četrtega ne bo. Nihče ne bo nadomestil vašega krščanskega carstva!«. To je vodilo do koncepta mesijanskega pravoslavnega ruskega naroda kot »Svete Rusije«.  Rusija je, ko se je širila na ozemlja Otomanskega cesarstva z različnimi vojnami, kot je bila Krimska vojna, trdila da je zaščitnica pravoslavnih kristjanov.
Po zmagi monarhistične koalicije leta 1815 je Rusija razglasila Sveto alianso s Prusijo in Avstrijo, da bi ponovno vzpostavila božansko pravico kraljev in krščanske vrednote v evropskem političnem življenju, kot si je prizadeval Aleksander I. pod vplivom svoje duhovne svetovalke baronice Barbare von Krüdener. Napisal jo je car, uredila pa sta jo Ioannis Kapodistrias in Alexandru Sturdza. V prvem osnutku se je car Aleksander I. skliceval na misticizem s predlaganim enotnim krščanskim cesarstvom z enotno cesarsko vojsko, kar so druge monarhije videle kot zaskrbljujoče. Po reviziji so Rusija, Prusija in Avstrija sprejele bolj pragmatično različico zavezništva. Francoski diplomat Abbe de Pradt je dokument označil za »apokalipso diplomacije«. Sveto zavezništvo je bilo v veliki meri uporabljeno za zatiranje notranjega nesoglasja, cenzuro tiska in zapiranje parlamentov kot del »Reakcije«.
Pod Nikolajem I. so pravoslavje, avtokracija in narodnost postali uradna državna ideologija. Zahteval je, da pravoslavna cerkev prevzame glavno vlogo v politiki in življenju. Zahteval je tudi osrednjo vladavino enega samega avtokrata ali absolutnega vladarja in razglasil, da je rusko ljudstvo edinstveno sposobno združiti velik imperij zaradi svojih posebnih značilnosti. Podobno kot širša »božanska pravica kraljev« bi se cesarjevo moč razumelo, da razrešuje vsa nasprotja v svetu in ustvarja idealen »nebeški« red. Hosking je trdil, da ima trio »pravoslavje, avtokracija, narodnost« ključne pomanjkljivosti v dveh svojih glavnih stebrih, saj je bila cerkev v celoti odvisna in podrejena državi, koncept narodnosti pa je bil premalo razvit, ker je bilo veliko uradnikov baltskih Nemcev in revolucionarne ideje o nacionalnih državah so bile »pridušen odmev« v sistemu, ki je slonel na podložništvu. V praksi je to pustilo avtokracijo kot edini steber.
V 19. stoletju je panslavizem postal nova legitimacijska teorija imperija. Ideja o »ruskem svetu« je postala ključni koncept in imperialno izgradnjo države »vseruske« narodnosti so sprejeli številni subjekti imperija (vključno z Judi in Nemci) in je služila kot temelj cesarstva. Panslavizem je prvič pridobil politični pomen proti koncu 18. stoletja kot sredstvo za legitimizacijo ruskih imperialnih zahtev po vzhodnih ozemljih razdeljene poljsko-litovske države. Po januarski vstaji leta 1863 je ruska vlada postala izjemno odločena odpraviti vse manifestacije separatizma. Do druge polovice 19. stoletja so ruski publicisti prevzeli in preoblikovali ideologijo panslavizma; prepričani v svojo lastno politično premoč [so] trdili, da bi se lahko vsi Slovani združili z Veliko Rusi.

## Ruska kolonialna ekspanzija
Od 16. stoletja dalje je Rusija 150 let vsako leto povprečno okupirala ozemlje v velikosti Nizozemske.

### Sibirija in Daljni vzhod
Ruskemu ekspanzionizmu je v veliki meri koristila bližina večinoma nenaseljene Sibirije, ki jo je Rusija postopno osvajala od vladavine Ivana Groznega (1530–1584) naprej. Rusko kolonizacijo Sibirije in osvajanje njenih domorodnih ljudstev primerjajo z evropsko kolonizacijo Amerik in njenih domorodcev, s podobnimi negativnimi vplivi na domorodce in prisvajanje njihove zemlje. Drugi raziskovalci pa menijo, da se je naselitev Sibirije razlikovala od evropske kolonizacije po tem, da ni povzročila depopulacije domorodcev, poleg tega pa je zagotovila pridobitno zaposlitev in vključevanje domorodnega prebivalstva v družbo naseljencev. Tudi severni Pacifik je postal tarča ruske ekspanzije, kar je vodilo v nastanek današnjega ruskega Daljnega vzhoda.
Leta 1858, med drugo opijsko vojno, je Rusija okrepila in sčasoma priključila severni breg reke Amur in obalo navzdol do korejske meje s Kitajsko. Med boksarsko vstajo je ruski imperij leta 1900 napadel Mandžurijo in v Blagoveščensku se je zgodil pokol kitajskih prebivalcev na ruski strani meje. Poleg tega je imperij nadzoroval koncesijska ozemlja na Kitajskem, zlasti kitajsko vzhodno železnico in koncesije v Tianjinu in ruskem Dalianu.

### Srednja Azija
Ruska osvajanja Srednje Azije so potekala več desetletij. V letih 1847–64 so prečkali vzhodno kazaško stepo in zgradili vrsto utrdb vzdolž severne meje Kirgizistana. V letih 1864–68 so se iz Kirgizistana pomaknili proti jugu in zavzeli Taškent ter Samarkand. Naslednji korak je bil spremeniti ta trikotnik v pravokotnik s prečkanjem Kaspijskega jezera. Leta 1873 so Rusi zavzeli Hivski kanat, leta 1881 pa še zahodni Turkmenistan. Leta 1884 so zavzeli oazo Merv in vzhodni Turkmenistan. Leta 1885 so Britanci preprečili nadaljnje širjenje proti jugu proti Afganistanu. V letih 1893–95 so Rusi zasedli visoko gorovje Pamir na jugovzhodu. Po besedah zgodovinarja Alexandra Morrisona je bila širitev Rusije proti jugu čez kazaško stepo v rečne oaze Turkestana eden najhitrejših in dramatičnih primerov imperialnega osvajanja v devetnajstem stoletju.
Na jugu je bila Velika igra politični in diplomatski spopad, ki je potekal večji del 19. stoletja in začetek 20. stoletja med Britanskim cesarstvom in Ruskim cesarstvom glede Srednje in Južne Azije. Velika Britanija se je bala, da Rusija načrtuje invazijo na Indijo in da je to cilj ruske ekspanzije v Srednji Aziji, medtem ko je Rusija nadaljevala z osvajanjem Srednje Azije. Potrjen je obstoj več načrtov ruske invazije na Indijo iz 19. stoletja, ki se nikoli niso uresničili.
Zgodovinar A. I. Andrejev je izjavil, da je bila »v dneh velike igre Mongolija predmet imperialističnih posegov Rusije, kot je bil Tibet za Britance«. V Anglo-ruski konvenciji iz leta 1907 sta Ruski in Britanski imperij uradno končala svoje rivalstvo v Veliki igri in se osredotočila na nasprotovanje Nemškemu imperiju ter razdelila Iran na britanski in ruski del. Leta 1908 je perzijska ustavna revolucija poskušala vzpostaviti demokratično civilno družbo v Iranu z izvoljenim Majilisom, razmeroma svobodnim tiskom in drugimi reformami. Rusko cesarstvo je posredovalo v revoluciji in podprlo šaha in reakcionarne frakcije. Kozaki so bombardirali Majilis, Rusija je pred tem leta 1879 ustanovila Perzijsko kozaško brigado, silo, ki so jo vodili ruski častniki in vsiljevala ruskegi vpliv v Iranu.

### Evropa
Rusija je vodila tudi politiko širitve proti zahodu. Po porazu Švedske v finski vojni 1808–1809 in podpisu mirovnega sporazuma v Fredrikshamnu 17. septembra 1809, je bila vzhodna polovica takratne Švedske (Finska) priključena v Rusko cesarstvo kot avtonomna pokrajina. V poznem 19. stoletju je bila politika rusifikacije Finske namenjena omejitvi posebnega statusa Velike kneževine Finske in po možnosti končanju njene politične avtonomije ter kulturna asimilacija. Politika rusifikacije je bila vsiljena tudi v Ukrajini in Belorusiji.
Po rusko-turški vojni (1806–12) in Bukareškem mirovnem sporazumu (1812), je vzhodna polovica Kneževine Moldavije (potem poimenovana  Besarabija), ki je bila takrat osmanska vazalna država, prišla pod oblast ruskega imperija. Na Dunajskem kongresu (1815) je Rusija pridobila oblast nad Kongresno Poljsko, ki je bila na papirju avtonomno kraljestvo v personalni uniji z Rusijo. Ruski cesarji na splošno niso upoštevali nobenih omejitev svoje moči, zato je bila Poljska samo marionetna država. Avtonomija je bila močno okrnjena po uporih v letih 1830–31 in 1863, ko so državo začeli upravljati namestniki in je bila kasneje razdeljena na gubernije (province).

### Ruska čezmorska ekspanzija
Širitvi proti vzhodu je sledila ruska kolonizacija Severne Amerike preko Tihega oceana. Ruski lovci so hitro razvili pomorsko trgovino s krznom, kar je v šestdesetih letih 17. stoletja sprožilo več konfliktov med Aleuti in Rusi. Do poznih 1780-ih so se odprli trgovinski odnosi s Tlingiti in leta 1799 je bila z namenom monopoliziacije trgovine s krznom ustanovljena Rusko-ameriška družba, ki je služila tudi kot imperialistično sredstvo za rusifikacijo Aljaških staroselcev.
Rusko cesarstvo se je razširilo tudi otok Sahalin, ki je bil spremenjen v eno največjih zaporniških kolonij v zgodovini. Ruski pomorski vdori v vode Hokaida so se začeli v poznem osemnajstem stoletju, kar je Japonsko spodbudilo in raziskovanju okolice severnega otoka in izdelavi zemljevidov. Sahalin je bil naseljen z domorodnimi ljudstvi, vključno z Ainu, Orok in Nivkhom, otok pa je plačeval davek dinastiji Čing. Potem ko je Rusija leta 1858 z Aigunsko pogodbo pridobila Mandžurijo od Činga, je pridobila tudi pravico do Sahalina na drugi strani ožine. S prejšnjo pogodbo iz Šimode iz leta 1855 je bila kljub konfliktom začasno ustanovljena skupna naseljenska kolonija Rusov in Japoncev. S pogodbo iz Sankt Peterburga leta 1875 pa je bil Ruskemu imperiju dodeljen Sahalin v zameno pa je Japonska pridobila Kurilsko otočje.
Najbolj oddaljene ruske kolonije so bile v utrdbah Elizabeta in Aleksander na Havajskem otočju, ki ju je v začetku 19. stoletja zgradila Rusko-ameriška družba. , pa tudi v Sagallu, Kratkotrajna ruska naselbina je bila leta 1889 ustanovljena tudi v Sagallu v francoski Somaliji (današnji Džibuti). Najjužnejša naselbina v Severni Ameriki je bila Fort Ross v Kaliforniji .

## Sovjetski imperializem
Čeprav se je Sovjetska zveza razglašala za protiimperialistično, je v resnici kazala težnje, ki so značile za zgodovinske imperije. Ta argument se je najprej pojavil v knjigi Richarda Pipesa The Formation of the Soviet Union (1954). Več učenjakov, meni da je bila Sovjetska zveza hibridna entiteta, ki je vsebovala elemente, ki so skupni večnacionalnim imperijem in nacionalnim državam. Sovjetska zveza je tudi izvajala kolonializem, podoben običajnim imperialnim silam. Maoisti so trdili, da je Sovjetska zveza postala imperialistična sila, ohranila pa je socialistično fasado.

### Sovjetska imperialna ideologija
Ideologija v Sovjetski zvezi je nadaljevala ideje panslavizma, po katerem so Rusi »poseben narod«. Komunistična partija Sovjetske zveze je sprva med prevzemom oblasti sprejela proletarski internacionalizem, po nastanku Sovjetske zveze pa so marksistični zagovorniki internacionalizma predlagali, da bi državo lahko uporabili kot »domovino komunizma«, iz katere bi se lahko revolucija razširila po vsem svetu. Josif Stalin in Nikolaj Buharin sta leta 1924 spodbudila ta obrat proti nacionalnemu komunizmu, stran od klasičnega marksističnega položaja globalnega socializma.
Pod Leonidom Brežnjevom je politika »razvitega socializma« razglasila Sovjetsko zvezo za najpopolnejšo socialistično državo - druge države so bile »socialistične«, SZ pa »razvita socialistična« - kar je pojasnilo njeno prevladujočo vlogo in hegemonijo nad drugimi socialističnimi državami. Brežnjev je oblikoval in izvajal tudi intervencionistično Brežnjevo doktrino, ki je dopuščala invazije na druge socialistične države. Ob tem je Brežnjev kot del razvitega socializma, ki je skušal uveljaviti večji centralni nadzor, izvajal tudi politiko rusifikacije. To je bil del  sovjetskega kulturnega imperializma, ki je vključeval sovjetizacijo kulture in izobraževanja na račun uničenja lokalnih tradicij.

### Srednja Azija
Sovjeti so si prizadevali za notranji kolonializem v Srednji Aziji. Od 30-ih do 50-ih je Stalin ukazal prisilno razseljevanje prebivalstva v Sovjetski zvezi, kar je pomenilo deportacije ljudi (pogosto celotnih narodnosti) v »premalo« poseljena oddaljena območja. Premestitve s Kavkaza v Srednjo Azijo so vključevale deportacijo Balkarjev, Čečenov, Ingušev, Krimskih Tatarov, Karačajevcev in mešketijskih Turkov. Mnogi državljani iz evropskega dela Sovjetske zveze in velik del ruske industrije so bili med drugo svetovno vojno preseljeni v Kazahstan zaradi grožnje , da bodo Nemci zavzeli vsa evropska industrijska središča Sovjetske zveze. Te preseljenci so ustanovili rudarska mesta, ki so hitro zrasla v velika industrijska središča, kot so Karaganda (1934), Žezkazgan (1938), Temirtau (1945) in Ekibastuz (1948). Leta 1955 je bilo mesto Bajkonur zgrajeno za podporo kozmodromu Bajkonur. Veliko več Rusov je prišlo v letih 1953–1965, med tako imenovano kampanjo Deviške dežele sovjetskega generalnega sekretarja Nikite Hruščova. Še več naseljencev je prišlo v poznih šestdesetih in sedemdesetih letih, ko je vlada izplačala bonuse delavcem, ki so sodelovali v programu selitve sovjetske industrije blizu obsežnih nahajališč premoga, plina in nafte v Srednji Aziji. Do leta 1979 je bilo etničnih Rusov naseljenih v Kazahstan približno 5.500.000, skoraj 40% celotnega prebivalstva.

### Sovjetski ekspanzionizem
Kljub podpori samoodločbe so boljševiki med rusko državljansko vojno ponovno okupirali večino Ruskega imperija.  Zgodnja ruska sovjetska federativna socialistična republika je s silo priključila naslednje države:
- Centrokaspijska diktatura, 1918
- Krim, 1918
- Turkestan, 1918
- Jakutija, 1918
- Belorusija, 1919
- Alaška avtonomija, 1920
- Armenija, 1920
- Azerbajdžan, 1920
- Buharski emirat, 1920
- Hivski kanat, 1920
- Severnokavkaški emirat, 1920
- Severna Ingrija, 1920
- Burjatija, 1921
- Gruzija, 1921
- Gorska republika severnega Kavkaza, 1921
- Ukrajinska ljudska republika, 1921
- Altaj, 1922
- Zelena Ukrajina, 1922
- Karelija, 1923

Od Karakanskega manifesta iz leta 1919 do leta 1927 so diplomati Sovjetske zveze obljubljali, da bodo preklicali koncesije na Kitajskem, vendar so ohranili carske koncesije (npr. kitajska vzhodna železnica), kot del tajnih pogajanj med 1924 in 1925. To je vplivalo na kitajsko-sovjetski konflikt leta 1929, v katerem so zmagali Sovjeti in potrdili svoj nadzor nad železnico,  ki je bila naposled vrnjena leta 1952.
Leta 1939 je Sovjetska zveza z nacistično Nemčijo sklenila pakt Molotov–Ribbentrop, ki je vključeval tajni protokol, ki je Romunijo, Poljsko, Latvijo, Litvo, Estonijo in Finsko razdelil na nemško in sovjetsko vplivno sfero. Vzhodna Poljska, Latvija, Estonija, Finska in Besarabija v severni Romuniji so bile priznane kot deli sovjetskega vplivnega območja. Litva je bila dodana v drugem tajnem protokolu septembra 1939.
Sovjetska zveza je dva tedna po nemški invaziji na zahodno Poljsko napadla dele vzhodne Poljske, ki ji jih je dodelil pakt Molotov-Ribbentrop, čemur je sledila koordinacija z nemškimi silami na Poljskem. Med okupacijo vzhodne Poljske s strani Sovjetske zveze so Sovjeti likvidirali poljsko državo, nemško-sovjetsko srečanje pa je obravnavalo prihodnjo strukturo »poljske regije«. Sovjetske oblasti so takoj začele kampanjo sovjetizacije okupiranih območij Poljske.
Leta 1939 je Sovjetska zveza neuspešno poskušala z invazijo na Finsko, po kateri sta strani sklenili začasno mirovno pogodbo, ki je Sovjetski zvezi dodelila vzhodno regijo Karelijo (10 % finskega ozemlja). Po sovjetskem ultimatu junija 1940, ki je od Romunije zahteval Besarabijo, Severno Bukovino in regijo Herca, so Sovjeti vstopili na ta območja, Romunija pa je popustila sovjetskim zahtevam in Sovjeti so ozemlja okupirali.
Septembra in oktobra 1939 je sovjetska vlada prisilila veliko manjše baltske države, da so sklenile pakte o medsebojni pomoči, ki so Sovjetom dali pravico, da tam vzpostavijo vojaška oporišča. Po invaziji Rdeče armade poleti 1940 so sovjetske oblasti baltske vlade prisilile k odstopu. Pod sovjetskim nadzorom so nove marionetne komunistične vlade in sopotniki organizirali prirejene volitve s ponarejenimi rezultati. Kmalu zatem so novoizvoljene »ljudske skupščine« sprejele sklepe o sprejemu v Sovjetsko zvezo. Po invaziji leta 1940 so sledile represije z množičnimi deportacijami, ki so jih izvedli Sovjeti.
Do konca druge svetovne vojne je Sovjetska zveza anektirala tudi:
- Karpatska Rutenija, prej del Češkoslovaške in okupirana leta 1944
- Tuva (neodvisna 1921–1944; prej pod upravo Mongolije in Mandžurskega imperija)
- Vzhodna Prusija (zdaj Kaliningrajska oblast) iz Nemčije, leta 1945
- Pokrajina Klaipėda, priključena Litvi leta 1945
- Kurilski otoki in južni Sahalin od Japonske, okupirani leta 1945
- Kačji otok v Črnem morju in več donavskih otokov iz Romunije, okupiranih leta 1944 in priključenih leta 1948[79]

Ob koncu druge svetovne vojne je večino vzhodnih in srednjeevropskih držav zasedla Sovjetska zveza, znane so bile kot »evropske kolonije«. Čeprav so ostale neodvisne, je v njihovi politiki, vojski, zunanji in notranji politiki prevladovala Sovjetska zveza. Sovjetske satelitske države v Evropi so vključevale:
- Ljudska socialistična republika Albanija (1946–1961)
- Republika Finska (1947-1991) - Finlandizacija
- Češkoslovaška (1948–1989)
- Ljudska republika Poljska (1947–1989)
- Ljudska republika Bolgarija (1946–1990)
- Ljudska republika Romunija (1947–1965)
- Nemška demokratična republika (1949–1990)
- Ljudska republika Madžarska (1949–1989)
- Socialistična federativna republika Jugoslavija (1945–1948)

Za sovjetski satelit lahko štejemo tudi Demokratično republiko Afganistan; od leta 1978 do 1991 je bila osrednja vlada v Kabulu povezana z vzhodnim blokom, med letoma 1979 in 1989 pa jo je neposredno podpirala sovjetska vojska. Mongolska ljudska republika je bila tudi sovjetski satelit od leta 1924 do 1991. Druge azijske sovjetske satelitske države so vključevale Kitajsko sovjetsko republiko v provinci Jiangxi, Ljudsko republiko Tuvan in republiko Vzhodni Turkestan.

## Sodobni ruski imperializem
Ruska federacija je uradno država naslednica Sovjetske zveze in je bila obtožena, da poskuša vrniti postsovjetske države pod svojo oblast. Skoraj vse države so sprva tvorile Skupnost neodvisnih držav (CIS), večina pa se je pozneje pridružila tudi Organizaciji pogodbe o kolektivni varnosti (CSTO). Unija z Belorusijo je bila še močnejša oblika integracije z Rusijo. Druge oblike povezovanja so vključevale gospodarske pobude Evroazijske ekonomske unije in Evroazijske carinske unije .
V političnem jeziku Rusije in nekaterih drugih postsovjetskih držav se izraz bližnje zamejstvo nanaša na neodvisne države, ki so nastale po razpadu Sovjetske zveze. V zadnjih letih se ta izraz vse bolj pogosto pojavlja tudi v drugih jezikih, ker Rusija misli, da ima pravico do ohranjanja vpliva v regiji. Ruski predsednik Vladimir Putin je regijo razglasil za del »ruskega vplivnega območja« in »strateško ključnega pomena za ruske interese«. Koncept so primerjali z Monrojevo doktrino.
Okupacija Krima leta 2014 in udeležba v vojni v Donbasu je povzročila nov val ruskega nacionalizma, pri čemer so veliki deli ruskega skrajnega desničarskega gibanja želeli priključiti še več ozemlja Ukrajine, vključno z nepriznano »Novo Rusijo«. Analitik Vladimir Socor je menil, da je bil govor ruskega predsednika Vladimirja Putina po priključitvi Krima de facto »manifest velikoruskega iredentizma«. Po aneksiji Krima so pridnestrske oblasti od Rusije zahtevale priključitev Pridnestrja, nepriznane separatistične regije Moldavije.

### Sodobne ruske imperialistične ideologije
Na sodobno evrazijsko ideologijo so vplivali Temelji geopolitike skrajnega desničarskega političnega teoretika Aleksandra Dugina iz leta 1997 in stranka Evrazija, ki jo je kasneje ustanovil. Politolog Anton Šehovcov opredeljuje Duginovo različico neoevrazijstva kot »obliko fašistične ideologije, osredotočene na idejo revolucioniranja ruske družbe in izgradnje totalitarnega evrazijskega imperija, pod prevlado Rusije, ki bi izzval in na koncu premagal svojega večnega nasprotnika, ki ga predstavljajo ZDA in njene zaveznice, s čimer je prišlo do nove 'zlate dobe' globalnega političnega in kulturnega neliberalizma«. Ta ideologija je bila uporabljena za opravičevanje ruske imperialistične agresije na Ukrajino.

### Sodobni ruski ekspanzionizem
Sodobna rusko okupirana ozemlja vključujejo Pridnestrje (del Moldavije); Abhazijo in Južno Osetijo (del Gruzije); in del Hersonske, Zaporoške, Donecke in Luganske oblasti ter Avtonomna republika Krim v Ukrajini. Poleg tega Japonska in več drugih držav šteje štiri južne Kurilske otoke za okupirane s strani Rusije.
24. februarja 2022 je Rusija sprožila drugo invazijo na Ukrajino v veliko večjem obsegu kot prvič leta 2014, kar velja za nadaljevanje ruskega iredentizma v Ukrajini. 27. marca 2022 je vodja samooklicane Luganske ljudske republike, Leonid Pasečnik, izjavil, da bi lahko LLR izvedla referendum o pridružitvi Rusiji. O podobni možnosti je 29. marca govoril Denis Pušilin, vodja samooklicane Donecke ljudske republike.
30. marca 2022 je predsednik Južne Osetije Anatolij Bibilov napovedal, da namerava začeti pravni postopek za aneksacijo k Ruski federaciji. Južna Osetija je samooklicana republika in večina držav članic Združenih narodov jo priznava kot del Gruzije, medtem ko je Rusija ena redkih držav, ki jo priznava.
Septembra 2022 so v okupiranih delih Ukrajine potekali referendumi o priključitvi, ki so jih izvedle ruske okupacijske oblasti. Vladimir Putin, je 30. septembra 2022 podpisal tako imenovane »pristopne pogodbe«, s katerimi je razglasil rusko priključitev Donecke, Luganske, Zaporoške in Hersonske oblasti. Referendume, kot tudi aneksijo, je mednarodna skupnost obsodila kot nelegitimne.